# Gamburtsev
I monti Gamburtsev sono una catena montuosa subglaciale del continente antartico, in uno dei luoghi più inaccessibili del pianeta, non lontano dal polo dell'inaccessibilità.
Furono scoperti nel 1958 dalla terza spedizione antartica sovietica e furono denominati Gamburtsev in onore del geologo e sismologo Russo Grigoriy Aleksandrovich Gamburtsev.
Si estendono per lunghezza di circa 1200 km con cime che raggiungono i 3.400 m sul livello del mare.
Anche le cime più elevate sono coperte da una coltre di ghiaccio di spessore non inferiore ai 600 metri.
È stato possibile desumerne l'aspetto solo grazie ai satelliti Landsat con sensori che permettono di attraversare lo spesso strato ghiacciato.

## Particolarità
Per i geologi i monti Gamburtsev sono un vero mistero: sono lontani da punti contatto tra le zolle tettoniche e non sembrano essere stati generati da attività vulcanica.
Peraltro devono essere relativamente recenti, altrimenti sarebbero state spianati dall'erosione dei ghiacci.